# Мали Свети Врачи
„Свети Безсребреници Козма и Дамян“ или „Мали Свети Врачи“ (на македонска литературна норма: Мали Свети Врачи) е средновековна православна църква в град Охрид, Северна Македония, обаявена за паметник на културата.

## Местоположение
Храмът е част от Челничката енория. Разположен е северозападно от „Света Богородица Челница“ и югоизточно от „Св. св. Константин и Елена“, на склона на по-ниския охридски рид Дебой.

## История
Няма данни за датата на изграждането на църквата и въпросът е спорен в науката. Тъй като в живописта се усеща влияние на Комниновото изкуство, както и нови художествени форми, църквата в по-старите изследвания се датира от края на XIII до края на XIV век. Чрез сравнение със стенописите от притвора на „Света София“, където е открит подпис на Йоан Теориян, Воислав Джурич успява да докаже, че част от живописта в „Мали Свети Врачи“ е дело на този виден охридски зограф и така църквата се датира в XIV век. Предполага се, че живописта на Йоан Теориян е от около 1340 година и е по-ранна от другите декорации.

## Архитектура
Храмът е малка еднокорабна незасводена църква с покрив на две води. Южната и северната стена са градени от ломен камък с варов хоросан, западната е от ломен камък, тупла и бигор, а на изток има три градежни слоя – най-долният първи е от ломен камък и тухла, вторият е от ломен камък и бигор, а третият е от бигор. На изток има тристранна апсида, която отвътре е полукръгла. В олтара има още две полукръгли ниши от двете страни на апсидата. На апсидата има бифора от бигор и тухли и троен венец от тухли. Покривът е дървен с турски керемиди. Църквата не е засводена, но има следи, които показват, че първоначално е имала цилиндричен свод.

## Живопис
Живописта в църквата е силно повредена, но е сред най-качествените в Охрид. Принадлежи на двама или трима автори. Много от изображенията в първата зона на наоса и олтара са свързани с оздравяването и застъпничеството – в композицията, в която Климент Охридски поднася модел на Охрид на Светите Врачи, Григорий Чудотворец, изтъкнат лечител и Свети Антипа, светец, за когото се смята, че лекува много болести. Такова е и изображението на Света Богородица Неръкотворна в апсидата с малкия Христос в хексагонален съд с изцелителна вода.
- Стенописи
- Богородица Неръкотворна от апсидата с Христос в съд с лечебна вода
- Успение Богородично
- Исус Христос от Рождество

В иконографско отношение някои от решенията в църквата са уникални и не повтарят схемата на другите еднокорабни църкви от XIV век в Охрид. На източната стена в олтара е композицията Поклонение на Христос-Агнец, на когото от север се покланят Василий Велики и Григорий Чудотворец, а от юг Йоан Златоуст и Атанасий Велики. На южната стена на колоната са Григорий Чудотворец и архиепископ Константин Кавасила. В апсидата е Богородица Неракотворна с допоясната фигура на Исус Христос в съд с изцелителна вода. Над дъгата на апсидата е Дейсис с допоясни фигури на Христос, Богородица и Йоан Предтеча, която е частично повредена. От двете страни на Дейсиса е Благовещение – от север е голямата фигура на архангел Гавриил, а от другата страна Богородица, която в лявата си ръка държи вретено. В нишата на протезиса е първомъченик Стефан, а в нишата на дяконикона е дякон Евпъл. На южната стена, до олтарната преграда, в плитка ниша, са изобразени фронтално Козма и Дамян, благословявани от Христос Емануел, над дъга от божествена светлина. Климент Охридски поднася на лечителите схематичен модел на града. До Климент Охридски са Свети Антипа и архангел Михаил. На южната стена в олтара, във втората зона, е запазено Рождество Христово. На западната стена, в първата зона, южно от вратата, са изобразени Константин и Елена, а на другата страна, северно от входа двама мъченици в благороднически облекла. Във втората зона е Успение Богородично и група апостоли и архиереи около одъра на Богородица, а в средата е Исус Христос с душата на Богородица между два ангели. В третата зона, над Успението, е Преображение, кое е силно повредено. На северната стена стенописите са изцяло унищожени, вероятно при разрушаването на покрива. Тогава са унищожени и горните части от източната страна, изображението на Дейсиса и Преображение. Напълно унищожени са стенописите и във втората зона на южната стена в наоса.
- „Света Марина убива дявола“, около 1711 г., икона от църквата, днес в Охридската галерия за икони, темпера, гипсов грунд на дъска, 89 х 34,5 х 3 cm
- Царските двери с по-рядката сцена Въведение Богородично, край на XVI – начало на XVII век

## Иконостас
В църквата е запазен най-старият резбован иконостас, от XIV век. Според конструкцията и декорацията си принадлежи на по-ранните периоди. Колонката вляво от царските двери е с вертикални канелюри, а в средата е така нареченият Херкулесов възел, а в горния дял има капител. Другата колонка е извита. В църквата има и резбовани царски двери и кръст с изображение на Разпяние от XVI век, с размери 120 x 120 x 3 cm и две икони на него: Света Богородица и Свети Йоан Богослов от XVI век, с размери 56,5 x 35 x 3 cm.